# Hugo Klein (Rabbiner)
Hugo Klein (geboren 10. März 1890 in Berlin; gestorben 27. September 1942 im Ghetto Riga) war ein deutscher Rabbiner.

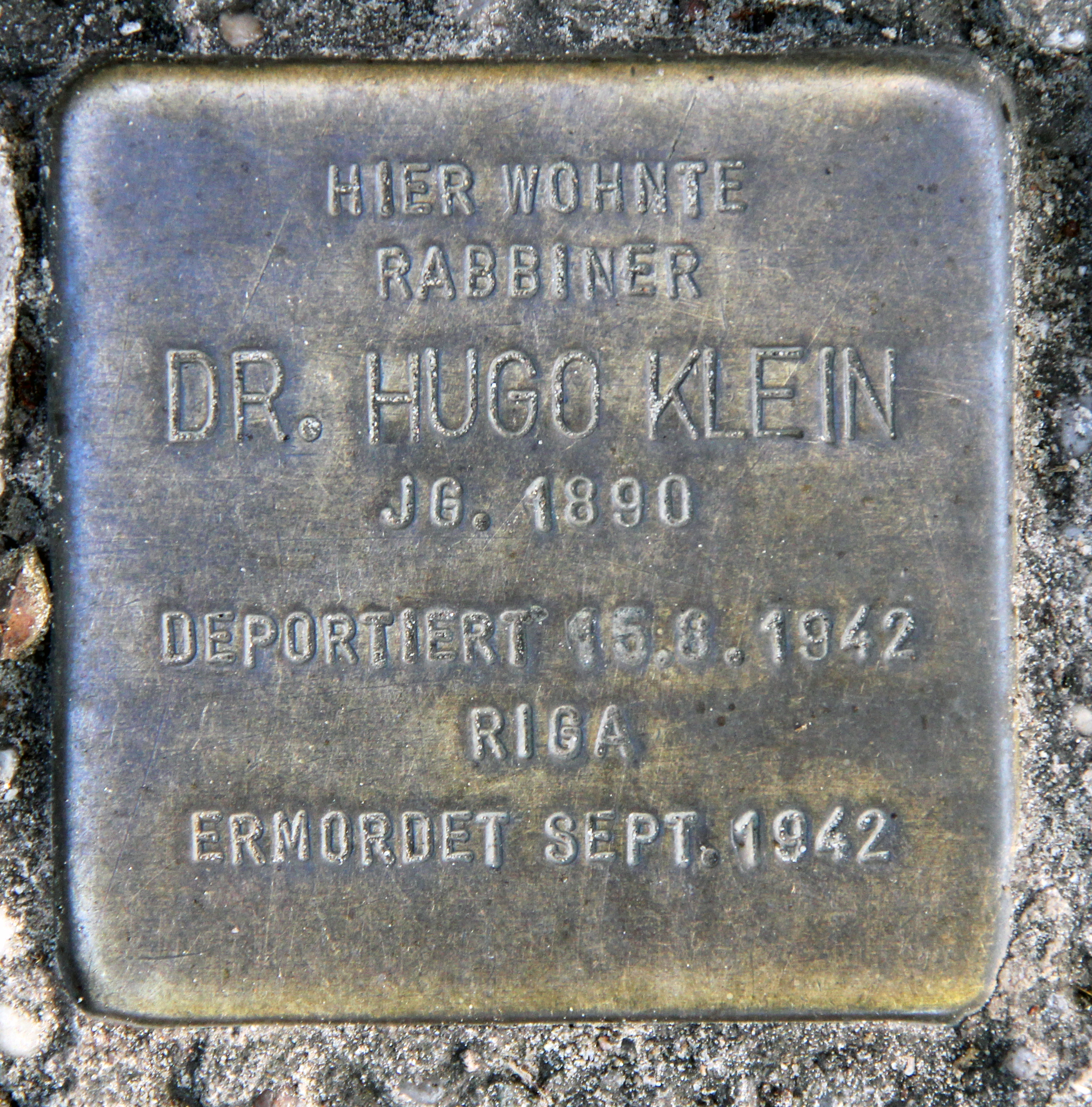
Stolperstein in Hermsdorf

## Leben
Hugo Klein war ein Sohn des aus Freystadt in Westpreußen stammenden Kaufmanns Adolph Klein und der Johanna Ephraim. 
Er besuchte das  Luisenstädtische Gymnasium und studierte ab 1909 an der Universität Berlin und an der Hochschule für die Wissenschaft des Judentums (HWJ), er wurde 1914 an der Universität Würzburg promoviert. Ab April 1915 war er Rabbiner in Hirschberg im Riesengebirge. 1918 wurde er Feldrabbiner.
Nach Ende des Ersten Weltkriegs war Klein bis 1922 Rabbiner in Chemnitz, dann Religionslehrer in Breslau und wurde 1923 Rabbiner und akademischer Religionslehrer in Berlin-Hermsdorf. Er war Mitglied im Allgemeinen Rabbiner-Verband (ADR). Klein heiratete 1921 Hertha Wiesen, eine Tochter des Thüringer Landesrabbiners Josef Wiesen, ihr 1923 geborener Sohn Gerhard musste nach der Machtübergabe an die Nationalsozialisten 1933 das Realgymnasium in Berlin-Hermsdorf verlassen und die Jüdische Mittelschule in der Großen Hamburger Straße besuchen, er konnte mit einem Kindertransport nach England gerettet werden. 
Ab 1938 war Klein Religionslehrer an der Jüdischen Schule Rykestraße/Chorinstraße. Klein und seine Frau wurden mit dem „18. Osttransport“ am 15. August 1942 in das Ghetto Riga deportiert und im September 1942 in den Wäldern bei Riga ermordet.  	

## Schriften
- Das Klima Palästinas. Auf Grund der alten hebräischen Quellen. Halle: Karras, 1914 Diss. Würzburg 1913. (= Zeitschrift des Deutschen Palästina-Vereins, 37/1914, S. 215–249; 297–327)